# Santuario della Beata Vergine della Misericordia di Ghiandolino
Il Santuario della Beata Vergine della Misericordia di Ghiandolino è un luogo di culto cattolico ubicato a circa 8 km da Imola. Il nome deriva dal podere in cui fu ritrovata una tela raffigurante l'immagine della Madonna di dimensioni pari a 50x40 cm e risalente al XV secolo. Nel santuario sono conservate alcune reliquie di San Vincenzo Ferrer.

## Storia
La tela della Madonna del Ghiandolino fu ritrovata nell'omonimo podere nel 1868 e si ipotizzano due origini del quadro. La prima di esse suggerisce che sia il frammento di un dipinto e faccia parte di una composizione più ampia, forse una deposizione o una crocifissione, che originariamente apparteneva all'ordine monastico proprietario del podere. La seconda ipotesi sostiene che il dipinto sia stato trafugato dai soldati napoleonici e dimenticato nella cantina, dove successivamente è stato scoperto da una contadina, Margherita Galloni in Sangiorgi. Nel 1884 la tela fu posta nella chiesa di Pediano.
Il 6 ottobre 1944 nei pressi della chiesa persero la vita i partigiani Rino Ruscello e Marino Dalmonte.

## Il culto

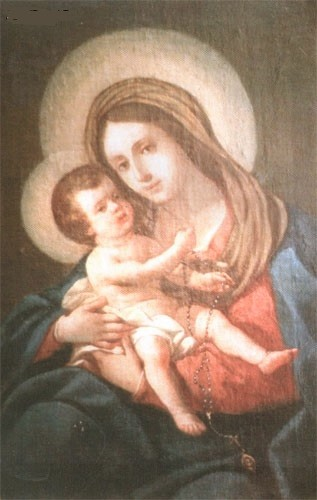
Beata Vergine del Rosario, Angelo Gottarelli

Dopo il suo ritrovamento il culto della Vergine si diffuse rapidamente e le furono attribuite molte grazie, ma ci sono voluti più di 40 anni perché l'autorità ecclesiastica il vescovo d'Imola Paolino Tribbioli ufficialmente ne approvasse il culto, avvenuto nel 1915 come «Beata Vergine della Misericordia detta di Ghiandolino nei Camini di Pediano». Nel 1948 il vescovo Benigno Carrara incoronò la sacra immagine. È invocata per guarigioni da malattie e soccorso in caso di incidenti. La sua ricorrenza cade la prima domenica di maggio e il 15 agosto.

## Descrizione
La nuova chiesa di aspetto moderno è stata costruita nel 1970 su progetto dell'architetto Luciano Lullini per sostituire la vecchia chiesa di Piediano sconsacrata e venduta a privati negli anni '60. Nel piazzale vi sono dei pilastri che simboleggiano le fiamme. All'interno la vetrata realizzata da Goffredo Gaeta, che rappresenta Gerusalemme, si nota un cubo enorme, sovrastante l'altare, che raffigura una canna fumaria, mentre ai piedi dell'altare sono presenti due vasi cilindrici. Le immagini votive poste al fianco della tela della Madonna rappresentano i miracoli esauditi ai fedeli. Sono presenti diverse opere in ceramica realizzate da Sergio Gioghi, fra cui una Crocefissione con Maria, un'Annunciazione e la Via Crucis. 
Altra opera degna di menzione è una tela raffigurante la Beata Vergine del Rosario attribuibile a Angelo Gottarelli.
Il santuario è meta di pellegrinaggi.